# カシムジョマルト・トカエフ
カシムジョマルト・ケメレビチ・トカエフ (カザフ語: Қасым-Жомарт Кемелұлы Тоқаев、ロシア語: Касым-Жомарт Кемелевич Токаев, ラテン文字転写: Qasym-Jomart Kemelūly Toqaev、1953年5月17日 - ）は、カザフスタンの政治家。現在、同国大統領。2019年3月20日にヌルスルタン・ナザルバエフが大統領を辞任し、憲法規定に従いナザルバエフの残り任期2020年4月まで大統領を務める予定であったが、トカエフが大統領選挙を2019年6月に前倒しし当選した。カザフスタンの首相や外務大臣、カザフスタン議会元老院（上院）議長などを歴任。政治学博士。

## 経歴
父親のケメル・トカエヴィチ・トカエフ（1923—1986年）は第二次世界大戦の退役軍人で、有名な作家であった。母親のトゥラル・シャバルバエワ（1931—2000年）はアルマアタ市国立外国語教育大学で勤めた。
1970年にソビエト連邦外務省附属のモスクワ国際関係大学に入学。5年生の時、中華人民共和国の首都北京にあるソ連大使館で半年間インターン実習。1975年にソ連外務省に就職し、駐シンガポール大使館に勤務。1979年に外務省本部に戻った。1983年から10カ月、北京語言大学の研究生として中国へ行く。1984年～1985年頃にかけ外務省に勤めた後、駐中国ソ連大使館に派遣され、二等、一等書記官として1991年まで働いた。1991年に外務省附属外交アカデミー上官外交官向け研修コースに入学し、1992年まで聴講生だった。
1991年末、ソビエト連邦の崩壊に伴い、カザフスタンが国家の独立を宣言。1992年にカザフスタンの外務次官に任命され、1993年に第一外務次官、1994年に外務大臣に任命。1999年3月にセルゲイ・テレシチェンコ政権の副首相。1999年10月に首相に就任し、2002年1月まで務めた。その後は国務長官、外務大臣、元老院（上院）議長を歴任した。

### 外務大臣として
カザフスタンの外務大臣を合計10年務めている（1994年～1999年、2002年～2007年）。外務大臣として、核兵器不拡散に積極的な役割を果たした。1995年と2005年に核兵器の不拡散に関する条約に関する再検討会議に参加したほか、1996年にニューヨークで包括的核実験禁止条約（CTBT）に署名し、2005年にはセミパラチンスク市で中央アジア非核地帯条約（CANWFZ）に署名している。
2003年の内陸開発途上国閣僚会議では議長を務めて『アルマトイ行動計画』を策定し、アルマトイ内陸開発途上国の宣言が採択された。
国連総会には10回参加し、独立国家共同体（CIS）外務大臣会議および上海協力機構の会長に選出されたこともある。臨時および全権大使の外交職を歴任した。
2008年には欧州安全保障協力機構（OSCE）議会総会副議長に選出。

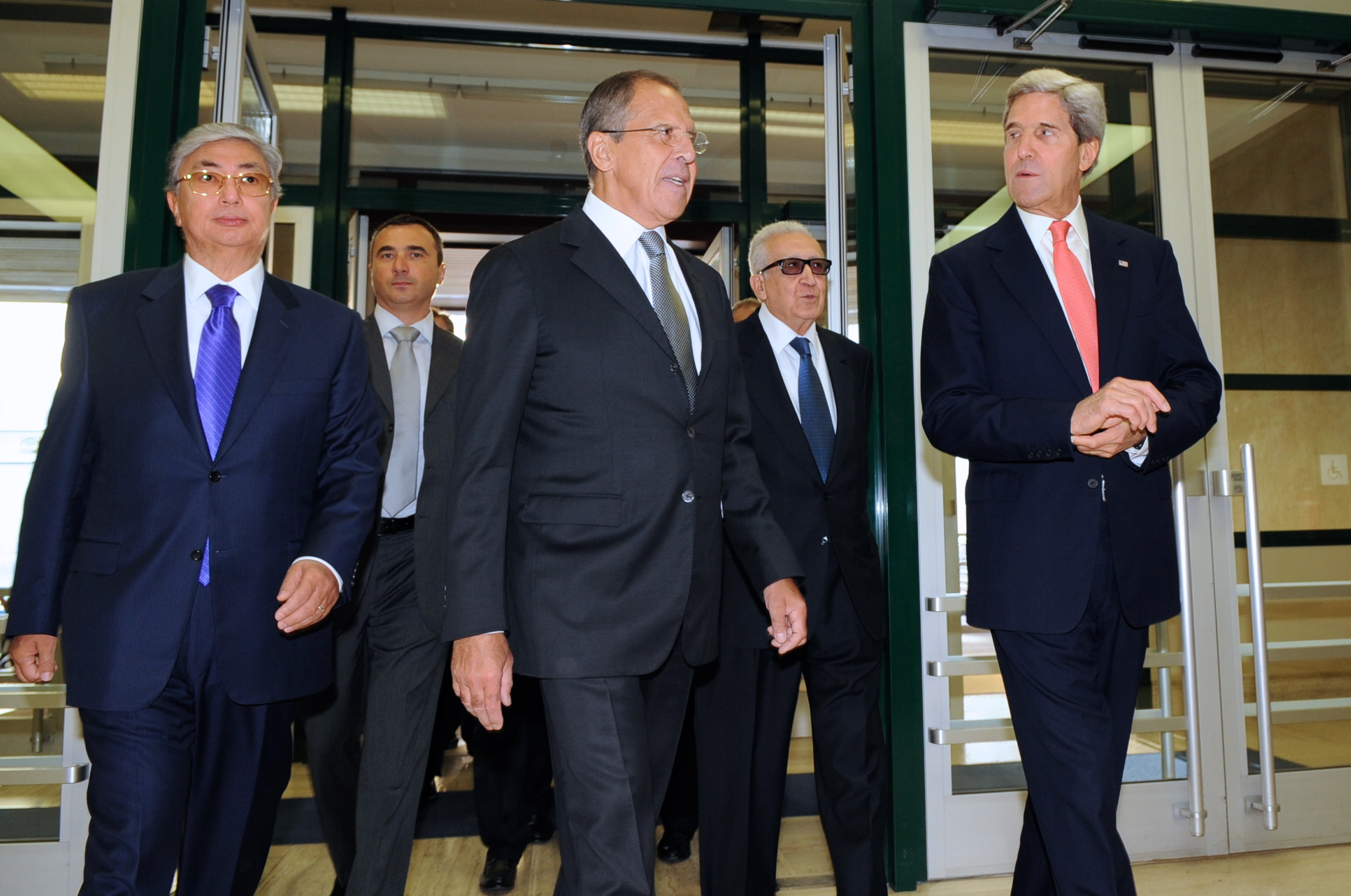
2013年にロシア連邦外務大臣セルゲイ・ラブロフ、アメリカ合衆国国務長官ジョン・フォーブス・ケリーと。

2011年3月には国際連合副事務総長、ジュネーブ（スイス）にある国際連合事務局長、ならびに軍縮会議での国連事務総長の個人代表に任命されたほか、軍縮会議の事務総長を務めた。

### 上院議長として
2013年10月16日に元老院（上院）議長に就任。2019年3月20日にヌルスルタン・ナザルバエフが大統領を辞任し、憲法規定に従いナザルバエフの残り任期2020年4月まで大統領を務めることとなった（ただし、後述のとおり、選挙は2019年6月に前倒し実施された）。3月20日に上院議長を退任。

### 大統領として
大統領就任の際、ロシア連邦大統領ウラジーミル・プーチンは祝福し、中国は北京への留学歴もあるトカエフを「古い親友」と歓迎した。
就任早々に首都アスタナを、ナザルバエフにちなむヌルスルタンと改称することを提案し、議会の承認を経て、2019年3月23日に法案に署名して成立した。ただしナザルバエフが2022年1月の反政府デモで失脚して政界を去ったことから同年9月には名称を再びアスタナに戻した。ナザルバエフの影響力を排除する動きとみられる。
2019年4月9日、トカエフは大統領選挙を同年6月9日に前倒しすることを表明。同月23日、与党のヌル・オタン（現・アマナト）党大会で大統領選挙の候補に全会一致で指名された。6月9日の大統領選挙では得票率70％を超え圧勝した。
2022年に入り、燃料高騰に端を発した反政府デモが波及すると、アスカル・マミン内閣を総辞職させるとともにナザルバエフをカザフスタン共和国安全保障会議議長から解任し、自らが安全保障会議議長のポストを引き継ぐと発表した。これによってナザルバエフは事実上失脚した。1月28日にはヌル・オタンの新議長に選出された。同年9月の改憲で大統領任期の制限規定が連続2期10年までから1期7年までに改められた。トカエフは今の任期はカウントされないと解釈し、2024年の次期大統領選を2022年秋に前倒しして再出馬。2022年11月20日に執行された大統領選挙では得票率81.3％という圧勝で再選された。
2022年ロシアによるウクライナ侵攻が始まると、ロシアとの関係に一線を引く姿勢を見せ始めた。ウクライナ国内に親ロシア派が建国を宣言したルガンスク人民共和国などを承認しなかったほか、ロシアから持ち掛けられた勲章の授与を断った（ロシア側は持ち掛けていないと反論）との報道もなされた。

## 主張・実行政策
カザフスタンの政治構造について、2014年11月24日に「強い大統領、権威ある議会、責任のある政府」であると議会で述べている。

### カザフ語ラテン文字表記
2017年9月22日に議会で開かれた、教育に関する公聴会でカザフ語の表記システムをラテン文字に変更する問題について「大統領が指摘したように、カザフ語の表記をラテン文字に替えることは、科学と教育のグローバルなシステムへの統合への一歩であり、私たちの精神的な一致を確実にする手段でもある。私たちは、この作業を「大きな飛躍」なしに、慎重にそして徐々に実行するべきである。しかし、それを遅らせるわけにはいかない。ところが、私たちには間違いを犯す権利がないということを覚悟すべきである」と述べている。しかし初期の表記方法については批判を述べており、「国民委員会はラテン文字のアルファベットの最終決定に達しなかった。それ故に新聞や他の場所でアポストロフィなどを使うのは時期尚早である」と述べている。その後、新しいアルファベットの導入に集中的な作業が始まり、「歴史的出来事」と述べた。

### 麻薬の規制強化
2018年12月19日、上院議会において、麻薬ディーラーの活動はテロリズムと同等に国益を脅かすとして、麻薬密売は終身刑や死刑まで強化することを提案した。

### 外国人土地売買
2016年4月29日、上院議会の公聴会において、カザフスタンでの土地の賃貸および売却に関する土地法改正案について「農地が外国人に売られないという宣伝するだけでは足りない。この最も重要な規定の実施を確実にするための法的およびその他の手段によって保証するべきである。さまざまな種類の巧妙な計画によってこの要件を回避したいという欲求が誰にも起こらないように。そして最も重要なのは、土地に対する国内管轄権および土地の効率的で合理的な使用に関する大統領の要件を満たすことが不可欠である」と述べている。

### 死刑廃止条約への署名
2021年1月2日、死刑廃止条約（死刑廃止を目指す市民的および政治的権利に関する国際的規約第2選択議定書）に署名した。カザフスタンは2003年から死刑執行を停止していたが、テロ行為など例外的な犯罪に死刑を適用していた。

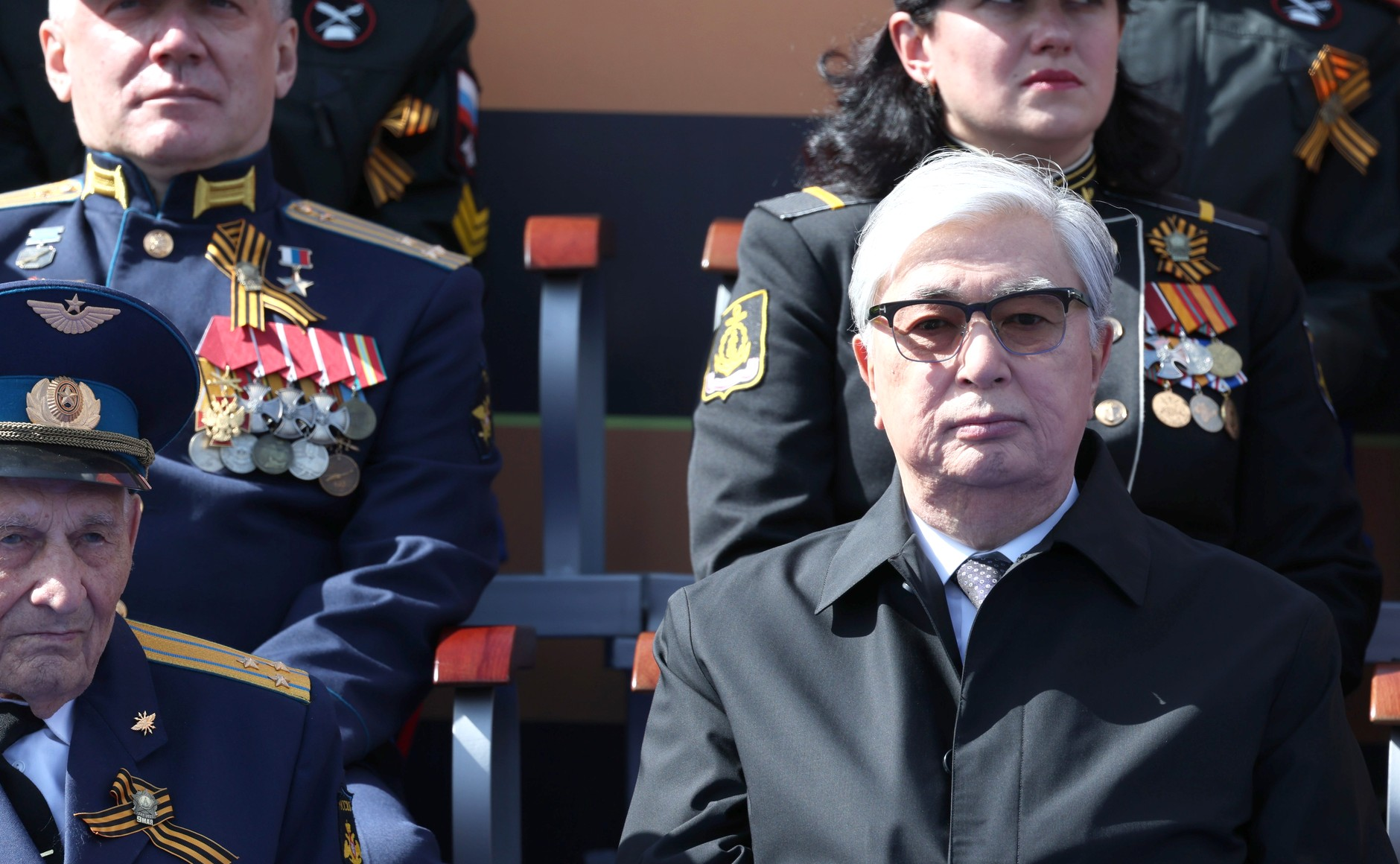
2023年のロシアの戦勝記念パレードに出席するトカエフ

### 2022年ロシアのウクライナ侵攻
2022年ロシアのウクライナ侵攻に際して、ロシア側での参戦要請に応じず（米国NBCテレビ報道）、ウクライナ東部ドンバス地方で親ロシア派が樹立を宣言した「ルガンスク人民共和国」「ドネツク人民共和国」への国家の承認も拒否している。2022年6月にサンクトペテルブルク国際経済フォーラムに出席して行ったプーチンとの会談では「（ウクライナ東部の「独立」正当化の口実に使われている）『民族自決』の権利を地球全体で適用すれば、500から600の国家が出現することになり、それはカオスだ」と語った。
侵攻に伴い西側諸国はロシアに制裁を科しているにもかかわらず、未だにロシアがカザフを含む中央アジアを経由して必需品を輸入しているとの疑いがあり、そのためにカザフスタンは西側諸国からの非難を受けた。こうした批判を受けてトカエフは2023年9月にドイツでオラフ・ショルツ首相と会談した際、カザフスタンが対ロ制裁に従うことを明言した。また、「わが国は制裁を順守するために関係機関と連絡を取り合っている。制裁回避を目的とした行動が起きる可能性について、ドイツ側が懸念する必要はないだろう」とも述べた。
2023年10月、カザフスタン貿易省は「ドローンとその電子部品、特殊装備、チップ」など、軍事転用可能な民生品106品目の対ロシア輸出の禁止を決定した。

## 人物
母語のカザフ語、ロシア語に加えて、中国語は中国留学経験、駐在経験があるために流暢に話す。さらに英語も堪能で、フランス語もある程度は話せる。
長男と次男がおり、妻帯者だったが2020年10月に離婚している。
政治学の博士号を取得しており、国際関係に関する9冊の本を著しているほか、多数の記事を寄稿している。世界人文自然科学アカデミーの会員、ミュンヘン安全保障会議委員会の会員、中国の深圳大学名誉教授、ロシア外務省外交アカデミー名誉教授および名誉博士、ならびに同アカデミー理事会の会員、カザフスタン外交問題評議会の名誉会長を務めているほか、ジュネーブ外交学派および国際関係学部の名誉学部長、世界および伝統的宗教の指導者会議の事務局長でもある。これまでにカザフスタン共和国外務省ナジル・チュリャクロフ記念メダル、ロシア連邦外務省アレクサンドル・ゴルチャコフ記念メダル、ジュネーブ大学「アカデミクス」記念賞、セルゲイ・リョーリフ記念メダルを受章している。ロシア伝記協会によると、「2018年のマン・オブ・ザ・イエール」受賞者のリストに入ったという。
カザフスタンの卓球連盟会長を3年間務めている。

## 勲章
- オタン勲章（2014年）
- 「初代カザフスタン共和国大統領ヌルスルタン・ナザルバエフ」勲章（2004年）
- パラサト勲章（1996年）
- アスタナ・メダル
- メダル「カザフスタン共和国独立25周年」
- メダル「カザフスタン共和国独立10周年」
- メダル「カザフスタン共和国議会10周年」

- 名誉勲章（ロシア連邦, 2017年3月1日） — ロシア連邦とカザフスタン共和国の国民の間の友情と協力の強化への大きな貢献のため
- 友好勲章（ロシア連邦,  2004年12月12日） — ロシア連邦とカザフスタン共和国の間の友情と協力の強化への大きな貢献のため
- ヤロスラフ賢公勲章（ウクライナ語版） 三級（ウクライナ、2008年）
- 「コモンウェルス」勲章（CIS諸国議会間議会、2007年）
- セルビア国旗勲章 1級（2016年）
- ダイヤモンド名誉勲章「国民の評価」（ロシア連邦）
- ロシア連邦議会連邦院20周年記念メダル
- メダル「友情の木」（CIS諸国議会間議会、2003年）
- CIS諸国憲章
- 記念メダル「アスタナ設立20周年記念メダル」（2018年）

## 著書
- 『どうだったのか：北京の騒擾記（1989年4月～6月）』1993年
- 『国際連合：平和への奉仕の半世紀』1995年
- 『独立の旗の下に』1997年
- 『グローバリズム条件下におけるカザフスタンの対外政策』2000年
- 『カザフスタン共和国の外交』2001年